# Ana Usabiaga Balerdi
Ana Usabiaga Balerdi (Ordizia, 19 de gener de 1990) és una ciclista basca que competeix en ciclisme en pista.
La seva germana Irene també es dedica al ciclisme.

## Palmarès en pista
- 2009
  -  Campiona d'Espanya en Velocitat per equips (amb Ainhoa Pagola)
  -  Campiona d'Espanya en Persecució per equips (amb Eneritz Iturriaga i Leire Olaberria)
- 2010
  -  Campiona d'Espanya en Persecució per equips (amb Olatz Ferrán i Leire Olaberria)
- 2011
  -  Campiona d'Espanya en Òmnium
  -  Campiona d'Espanya en Velocitat per equips (amb Tania Calvo)
- 2012
  -  Campiona d'Espanya en Persecució
  -  Campiona d'Espanya en Velocitat per equips (amb Tania Calvo)
  -  Campiona d'Espanya en Persecució per equips (amb Olatz Ferrán i Irene Usabiaga)
- 2013
  -  Campiona d'Espanya en Puntuació
  -  Campiona d'Espanya en Scratch
  -  Campiona d'Espanya en Velocitat per equips (amb Tania Calvo)
- 2014
  -  Campiona d'Espanya en Scratch
  -  Campiona d'Espanya en Velocitat per equips (amb Tania Calvo)
  -  Campiona d'Espanya en Persecució per equips (amb Ane Iriarte, Eider Unanue i Irene Usabiaga)
- 2015
  -  Campiona d'Espanya en Velocitat per equips (amb Tania Calvo)
  -  Campiona d'Espanya en Persecució per equips (amb Ziortza Isasi, Naia Leonet i Irene Usabiaga)
- 2016
  -  Campiona d'Espanya en Puntuació
  -  Campiona d'Espanya en Scratch
  -  Campiona d'Espanya en Velocitat per equips (amb Tania Calvo)
- 2017
  -  Campiona d'Espanya en Scratch
  -  Campiona d'Espanya en Persecució per equips (amb Ziortza Isasi, Ane Iriarte i Irene Usabiaga)

## Palmarès en ruta
- 2011
  - 1a a la Copa d'Espanya sub-23
- 2012
  - 1a a la Copa d'Espanya sub-23